# Sayf al-Dawla
Abū l-Hasan ‘Ali b. ‘Abd Allāh, detto Sayf al-Dawla (in arabo ﺳﻴﻒ ﺍﻟﺪﻭﻟـة‎?, Spada della Dinastia), laqab di Abū l-Hasan ʿAlī b. ʿAbd Allāh (22 giugno 916 – Aleppo, 9 febbraio 967), è stato un condottiero arabo, figura centrale nella storia dell'Asia islamica del X secolo.

## Quadro generale
La crisi del potere centrale, la conseguente frammentazione politica e una straordinaria ripresa di efficienza dell'Impero bizantino caratterizzarono le vicende islamiche di quell'epoca. Uomini come Niceforo Focas (912 ca.–969) e Giovanni I Zimisce (924 ca.–976), impressero una grande dinamicità alla loro azione militare e politica, che mise a dura prova le frontiere musulmane. 

## Biografia
È in questa cornice che s'impone la figura di condottiero e di uomo politico di Sayf al-Dawla, in parte anche per la sua corte e per i grandi poeti di cui seppe circondarsi, fra cui al-Mutanabbi e Abū Firās, e perché fu in grado di accendere “l'ultima fiammata del gihād fra gli Arabi d'Oriente fino ai tempi moderni”.
La parabola di Sayf al-Dawla si iscrive nella cornice delle vicende degli Hamdanidi, famiglia dei Banu Taghlib (tribù araba stanziata nella Jazira fin dall'epoca preislamica), pervenuta al potere nella città di Mosul all'epoca dell'anarchia “turca” di Sāmarrāʾ (865).
La crisi del califfato abbaside, infatti, segna l'avvento al potere di numerose famiglie locali, che daranno origine a staterelli pressoché indipendenti, spesso noti come “dinastie beduine”. Il caso degli Hamdanidi, tuttavia, risulta più complesso di quello dei Mirdasidi o degli ʿUqaylidi, poiché il loro movimento risulta legato alla tribù dei Taghlib solo nelle immediate fasi iniziali. 
Nel momento di maggiore potenza della dinastia, al contrario, gli ufficiali dell'esercito hamdanide sono in massima parte ghilmān turchi o, quand'anche di estrazione araba, appartenenti agli ʿUqayl o ai Numayr. La dinastia inoltre, specialmente nella sua branca di Mosul, mantenne ottimi rapporti con l'elemento curdo, anch'esso integrato nell'esercito e, a differenza dei capi beduini mirdasidi e ʿuqaylidi che rimasero quasi estranei alla vita di città, la dinastia hamdanide sviluppò una notevole vita di corte.

### Gli Hamdanidi

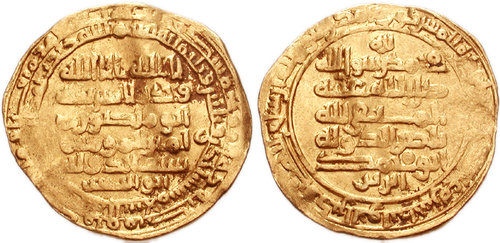
Moneta d'oro degli Hamdanidi che riporta i nomi di Nāṣir al-Dawla e Sayf al-Dawla

Il fondatore della dinastia, Ḥamdān b. Ḥamdān, dopo aver partecipato ai disordini scoppiati nella Jazīra negli anni 880 – 882, ebbe l'accortezza di assicurarsi il controllo di alcune roccaforti montane, fra le quali Mārdīn a ovest e Ardamusht presso Jazirat Ibn ʿUmar (l'odierna Cizre) a est, e di stringere una sorta di alleanza con le tribù curde delle colline, riuscendo quindi a fronteggiare con più efficacia la reazione abbaside. Nell'895 egli fu comunque catturato, ma il figlio al-Ḥusayn riuscì ad riacquistargli la libertà grazie a una sua spettacolare azione contro i kharigiti, in cambio della quale ottenne anche l'esenzione dalle tasse per i Taghlib e la possibilità di guidare un corpo di 500 uomini all'interno dell'esercito califfale. Da questo punto di vista, la dinastia hamdanide assume un ruolo diverso da quello delle altre dinastie beduine: non nasce nel vuoto di potere lasciato dagli Abbasidi ma funge piuttosto da intermediaria fra questi ultimi e gli uomini della propria tribù, cui offre un posto nell'esercito e un salario sicuro, oltre alla possibilità di far bottino.

### L'istituzione del dominio hamdanide a Mosul

Le regioni della Jazira e le sue suddivisioni

Tanto al-Ḥusayn quanto il fratello Abū al-Hayjāʾ finirono per perdere la vita negli intrighi politici di Baghdad cui avevano scelto di prendere parte, ma la sopravvivenza e la fortuna della dinastia fu assicurata dal figlio di Abū al-Hayjāʾ, al-Ḥasan, la cui signoria su Mosul e la Jazīra fu riconosciuta nel 935 dal potere centrale. Nel 942 egli avrebbe anche ricevuto il laqab onorifico di Nāṣir ad-Dawla (Colui che dà vittoria alla dinastia [abbaside]) in occasione di una campagna contro i Barīdī, peraltro malamente conclusa, ma ciò che più interessa è che con questa spedizione comincia la carriera politica di Abū al-Hasan ʿAli b. ʿAbd Allāh, il futuro Sayf al-Dawla.

Questi, rientrato a Mosul col fratello dopo la fine della campagna, si mise subito alla ricerca di un territorio su cui concentrare le sue ambizioni, individuandolo nell'area di Aleppo, nella quale l'Ikhshīd d'Egitto Muhammad ibn Tughj (935 – 946) non era per principio contrario alla creazione di uno Stato cuscinetto che lo proteggesse dall'aggressività di Costantinopoli. Gli Hamdanidi non avevano, tuttavia, alcun appoggio tribale in quell'area, non frequentata dai Taghlib, ragion per cui fu necessario stringere un'alleanza con i Banu Kilāb, tribù di grande influenza nella regione. Sayf al-Dawla riuscì quindi ad installarsi ad Aleppo, ma quando le sue mire si spostarono su Damasco, fu lo stesso Ikhshīd a porre fine al suo progetto espansionistico, fino al raggiungimento di un accordo nel 945.
Ibn al-Athīr riporta per esteso l'ultimo episodio di questa guerra, seguito alla morte di Abū Bakr Muhammad b. Tughj nel 946. La giovane età di Abū al-Qāsim Ūnūjūr portò infatti alla reggenza di Abū al-Misk Kāfūr, schiavo nubiano messosi in mostra sotto Ibn Tughj, e Sayf al-Dawla credette di avere fra le mani l'occasione propizia per impossessarsi di Damasco. La città venne effettivamente presa, ma una certa durezza di Sayf al-Dawla spinse i notabili a richiedere l'intervento di Kāfūr, che lo obbligò ad abbandonare la città e spinse Ūnūjūr fino ad Aleppo, forzando Sayf al-Dawla a ritirarsi nella Jazīra.
Non era tuttavia interesse ikhshidide mantenere il possesso della Siria del nord, ragion per cui un nuovo accordo venne stipulato e gli Hamdanidi di Aleppo rinunciarono definitivamente alle loro mire su Damasco.

### Tra beduini e Bizantini

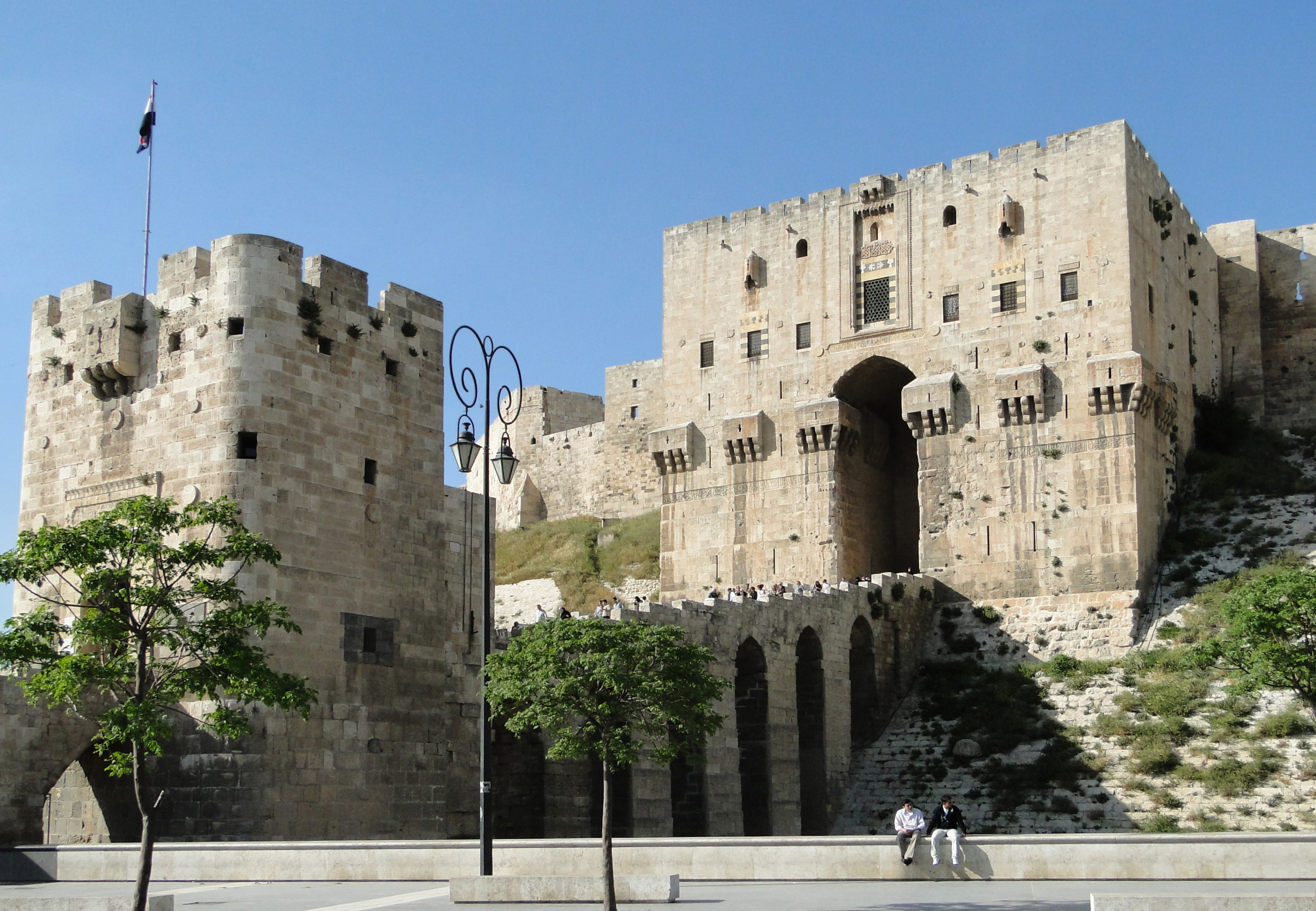
La cittadella di Aleppo, Siria

Una volta stabilito il proprio potere sul nord della Siria, la politica di Sayf al-Dawla, nei suoi oltre vent'anni di governo, sarà presa da due questioni fondamentali e strettamente intrecciate: destreggiarsi fra le beghe tribali di un paese in decisa fase di ri-nomadizzazione e condurre il sacro sforzo del jihād contro i Bizantini e le loro politiche di aggressione. Come dicevamo, si trattava di due questioni strettamente interconnesse: da un lato, infatti, solo la fedeltà dei beduini poteva fornire al condottiero il nerbo delle truppe con cui egli compì le sue spettacolari azioni oltre confine; dall'altro era il prestigio guadagnato con tali azioni a conferirgli il carisma necessario ad imporre la propria autorità sulle tribù dell'area. Gli Hamdanidi di Aleppo, infatti, si trovarono a governare aree in cui i B. Taghlib non avevano la minima influenza, per cui nessun vincolo di sangue era in grado di assicurare loro la fedeltà delle tribù nomadi. Questa situazione paradossale fu mascherata per vent'anni dalla figura carismatica di Sayf al-Dawla, ma finì per esplodere sotto i suoi successori, “costretti a governare una tribù che non era la loro”, fino alla naturale presa di potere dei Mirdasidi, appartenenti ai B. Kilāb tanto influenti nell'area.
Quanto detto non deve però far credere che Sayf al-Dawla abbia sempre avuto buon gioco a trattare coi bellicosi capitribù dei Kilāb (stanziati nell'hinterland di Aleppo), Kalb, ‘Uqayl e Numayr (gravitanti attorno a Salamiyya, ad est di Homs), sebbene molti di essi avessero un ruolo nella gestione del potere. L'ostilità dei Kalb, ad esempio, può essere uno dei motivi per cui Sayf al-Dawla mantenne quasi sempre cordiali rapporti con i Carmati, loro tradizionali alleati. A tal proposito Ibn Miskawayh racconta un significativo episodio avvenuto nel 353/964, quando l'ormai vecchio Sayf al-Dawla sentiva probabilmente in misura ancora maggiore il bisogno di tener vivi i buoni rapporti coi suoi vicini sciiti:
(Ibn Miskawayhi, The Eclipse of the Abbasid Caliphate, trad. e cura di Amedroz e Margoliouth, 7 voll., Oxford, 1920-1921, vol. II, p. 203, contenuto in Marius Canard, Sayf al Daula…, cit., p. 223. L'opera da cui il brano è tratto è la traduzione della celebre Tajārib al-Umam (Le esperienze delle nazioni).)
Questo episodio, con un governatore che non esita ad indebolire le mura del più importante centro del Diyār Muḍar, aiuta a comprendere l'importanza di simili alleanze nel delicato gioco strategico della Siria del Nord a quell'epoca.
Il momento di maggior tensione, nei rapporti con le tribù, si raggiunse nel 955, quando un tale ʿĀmir b. Ṣaʿṣaʿa raccolse un gran numero di Kalb, ʿUqayl, Qushayr, ʿAjlān e Kaʿb b. Rabīʿa b. ʿĀmir nella piana di Salamiyya, oltre ad un consistente raggruppamento di Kilāb b. Rabīʿa b. ʿĀmir presso il corso d'acqua denominato ʿAyn al-Zarqāʾ, fra Khunāṣira e Sūriyya. Sayf al-Dawla si trovava di fronte praticamente tutte le tribù che nomadavano nel nord della Siria, compresi i suoi tradizionali alleati Kilāb. Il modo in cui egli riuscì a gestire la crisi segnò tuttavia l'apice del suo potere politico. I beduini, dopo aver espresso il loro disappunto nei confronti dell'amministrazione hamdanide, si impegnarono a fare causa comune contro Sayf al-Dawla, stipulando un patto secondo il quale l'intera coalizione si sarebbe mossa in caso di attacco contro una delle tribù da parte di Sayf al-Dawla. Lo stesso governatore hamdanide prese da principio la faccenda non troppo sul serio, sottostimando le velleità dei beduini, i quali, tuttavia, forti del proprio numero, cominciarono a mostrare segni di ostilità, con l'uccisione di alcuni notabili. Nonostante la gravità dell'atto, altre importanti questioni distolsero Sayf al-Dawla da una pronta risposta: l'emiro era infatti impegnato a trattare i termini di una tregua e del riscatto dei prigionieri con l'emissario del Basileus bizantino, ragion per cui non poté mettersi in marcia prima del maggio 955. Questo ritardo, del resto, non fece che accrescere la boria dei ribelli, che lo interpretarono come un segno di debolezza.
A dispetto di queste fosche premesse, tuttavia, Sayf al-Dawla riuscì a reprimere la rivolta rapidamente, applicando il sempre valido motto del divide et impera: ai vecchi alleati Kilāb, tribù dalla tradizionale attitudine guerriera, fu infatti concessa la possibilità di negoziare la pace a condizioni accettabili, spezzando quindi il fronte ribelle. Ben diversa sorte attendeva invece i guerrieri delle altre tribù, molti dei quali furono ricacciati della bādiya (steppa desertica) a morire di sete. Sayf al-Dawla fu particolarmente duro con i Kalb, che furono addirittura costretti ad abbandonare i loro territori e spingersi a sud, nell'area delle alture del Golan, mentre i loro territori furono lasciati ai riconciliati Kilāb. Con il contemporaneo spostamento dei Numayr nella Jazira, l'esito di questa campagna contribuì a una generale ridefinizione della geografia tribale della regione, che aveva già visto l'abbandono di una consistente frazione dei Taghlib, passati in territorio bizantino nel 935.
In definitiva, si può affermare che da queste crisi interne l'emiro hamdanide uscì notevolmente rafforzato, nel prestigio e nell'autorità, che esercitava direttamente su un'entità istituzionale che abbracciava più o meno l'attuale Siria centrale, da Homs ad Aleppo, più la parte orientale della Jazira, con Mayyāfārīqīn come capoluogo, e l'area costiera fino a Tarṣūs.

### Le imprese hamdanidi contro i Bizantini
Nella sfera di influenza hamdanide, tuttavia, rientravano in un certo qual modo anche Maṣṣīṣa/Mopsuestia e Tarso, il che avrebbe reso possibile lo sviluppo di un'attività costiera, come avveniva per gli Ikshididi d'Egitto (ma padroni anche della parte meridionale della Siria). Hugh Kennedy, tuttavia, cita un'affermazione di Marius Canard secondo cui lo Stato rimase sempre più mesopotamico che siriano, mentre la stessa natura delle forze a disposizione di Sayf al-Dawla rendeva più logico un loro impiego sulla terra rispetto ad un improbabile utilizzo marittimo.

Fu proprio attraverso le campagne militari condotte oltre il confine bizantino che l'emiro hamdanide riuscì a ritagliarsi una posizione così gloriosa nella ricca storia degli Arabi, entusiasmando le popolazioni della Dār al-Islām, stanche di una politica particolaristica che poco spazio lasciava ormai all'ideale, con le notizie delle sue gesta tanto audaci quanto effimere. Il periodo preso in considerazione, infatti, testimonia (come accennato in precedenza) una decisa ripresa della Roma d'Oriente:
(Claude Cahen, op. cit., p. 253.)

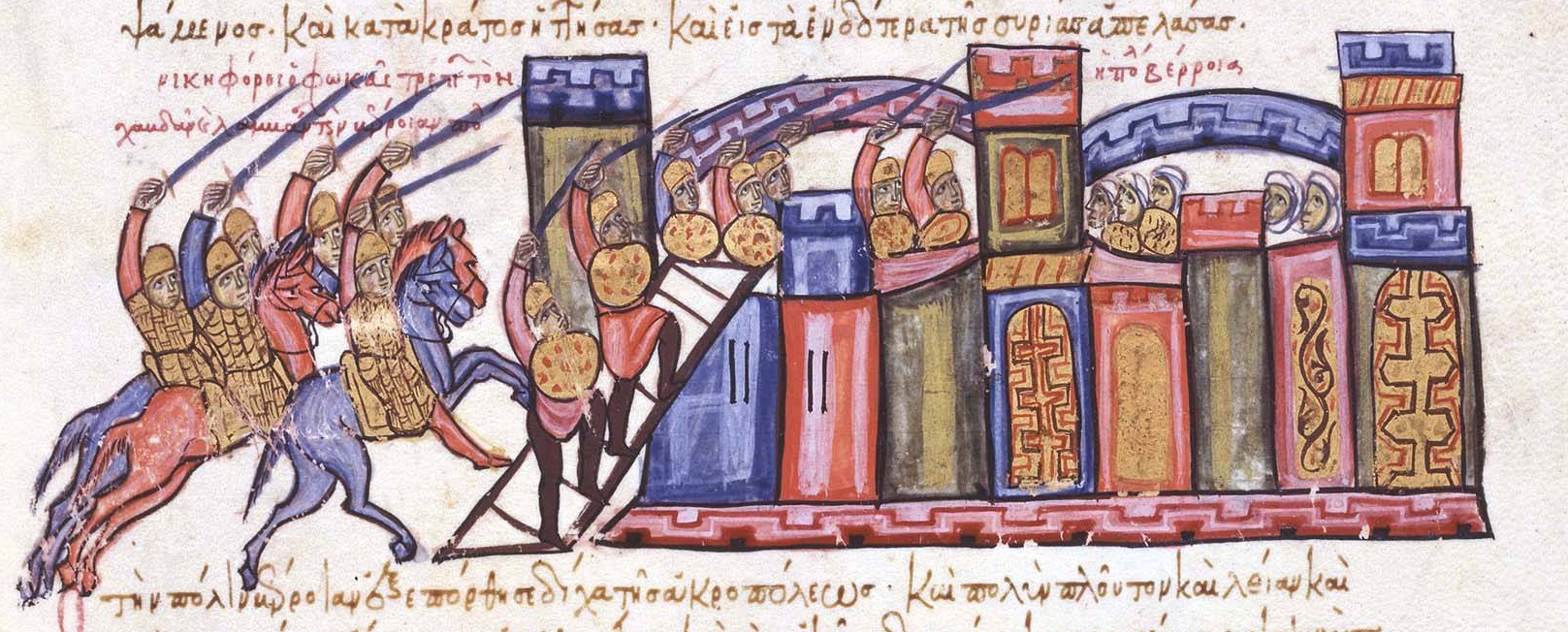
La cattura di Aleppo da parte dei Bizantini.

Il passo di Cahen esprime bene l'essenza della situazione: quando si narra delle guerre fra Sayf al-Dawla e Bisanzio, non si sta in nessun caso parlando di uno scontro fra l'Islam e l'Impero bizantino, né fra cristiani e musulmani, sebbene lo stesso Marius Canard parli di queste lotte come di una sorta di “preistoria” delle Crociate. Si tratta, al contrario, dell'impari lotta fra un impero e un modesto principato della Siria centro-settentrionale, che nessun aiuto poteva aspettarsi dai propri vicini. La relativa facilità con cui gli Ikhshididi lasciarono a Sayf al-Dawla il potere su Aleppo può verosimilmente essere spiegata con la volontà di lasciare ad altri l'onere del jihād sui tormentati thughūr (frontiere, letteralmente “brecce”) siro-anatolici. L'emiro hamdanide seppe giocare con destrezza le poche carte che aveva in mano, ammaestrato dall'esperienza accumulata negli anni della sua giovinezza. La sua tattica fu quella di guidare le armate (formate da beduini e ghilmān turchi) in rapide campagne volte ad indebolire il nemico, ben sapendo di non poterlo affrontare in grandi battaglie campali e di non potere in alcun modo resistere ad una sua eventuale avanzata in forze, come si potrà notare successivamente.
Inizialmente le campagne furono coronate da un vasto successo. 
Qudāma dà un'interessante descrizione della modalità con cui erano organizzate le ghazwāt (letteralmente razzie, incursioni militari, ben diverse dalle futūḥāt, “conquiste” dell'Islam delle origini), descrizione che si riporta in traduzione:
(Qudāma, p.259, in Marius Canard, op. cit., p. 70.)
Come già accennato, il prologo delle innumerevoli campagne che avrebbero opposto Sayf al-Dawla ai Bizantini si era avuto nel 940, ma gli anni successivi erano stati per l'emiro hamdanide quelli del consolidamento del suo potere sulla Siria del nord, e di questa assenza i Bizantini avevano decisamente approfittato, conducendo nel 940 spedizioni contro Kafartūthā, Dārā e Rās ʿAyn, nel 330 contro la stessa Mayyāfārīqīn, Āmid, Arzan, di nuovo Dārā, Nasībīn e Maṣṣīṣa, assediando Edessa nel 942 e prendendo Rās ʿAyn l'anno successivo. Non appena sistemate le questioni interne, Sayf al-Dawla corse in aiuto alla popolazione musulmana dell'area, riportando nel 944 una vittoria (che le fonti islamiche definiscono “grande”) sul dumustuq (Domestikos) bizantino, liberando un gran numero di prigionieri e facendo abbondante bottino, spingendosi fino a devastare le mura di una non meglio precisata città bizantina.
Le rapide incursioni in territorio bizantino, oltre a dar libero sfogo all'indole guerriera e alla voglia di bottino di Sayf al-Dawla e del suo esercito, avevano il non trascurabile vantaggio di fruttare spesso una grande quantità di prigionieri, regolarmente utilizzati per la meritoria impresa del riscatto dei prigionieri musulmani. Uno scambio di grandi proporzioni avvenne proprio nell'anno 946 ed è Masʿūdī a darcene notizia, aggiungendo che i Bizantini, per la copia di prigionieri musulmani che avevano fra le mani, rimasero in credito [sic!] di duecentotrenta anime, riscattate a suon di contanti dallo stesso Sayf al-Dawla, che ancora una volta fece sfoggio di muruwwa. È in occasione di questa impresa, del resto, che l'elogio del prode emiro comincia a risuonare dai minbar dei thughūr siriani, come narra ancora lo stesso Masʿūdī.
Gli anni che vanno dal 944 al 956 sono segnati da una straordinaria serie di successi, che hanno quasi dell'incredibile per il modo in cui essi maturarono, in condizioni di schiacciante inferiorità numerica e con prove di ardimento che pochi precedenti contavano nella pur gloriosa storia dell'Islam. Nel 947 Sayf al-Dawla fu opposto a Leone, figlio di Bardas Focas, Gran Domestico bizantino, che riuscì infine a conquistare la fortezza di Barzūna e a diroccarne le mura, senza che per questo l'hamdanide si desse per vinto, riuscendo anzi a riprenderla l'anno successivo per marciare quindi su Mayyāfārīqīn. Quanto le sorti della guerra fossero legate al genio del condottiero hamdanide è testimoniato dal fatto che durante la sua brevissima assenza le forze aleppine, affidate al nipote Muhammad b. Nāṣir al-Dawla, andarono incontro a una sconfitta non trascurabile, proprio per mano di Leone, che anche questa volta fece ampio bottino di prigionieri musulmani. Il disastroso bilancio del 949 si chiuse quindi con la conquista greca di Qālīqalā, le cui mura furono diroccate e i cui abitanti, che ebbero comunque salva la vita, costretti ad abbandonarla.
In generale, le fonti riguardanti il periodo 944 – 956 informano di continui scambi di raid e incursioni, con Sayf al-Dawla da una parte e il Gran Domestico bizantino dall'altra. Nonostante la violenza dei combattimenti, c'erano tuttavia brevi periodi di tregua, in cui era possibile scambiare ambasciate e prigionieri, nonché riattare ridotte e piazzeforti. Rientrano fra queste attività la ricostruzione di Raʿbān e quella di Marʿash, narrateci da Yāqūt e da Ibn al-Shiḥna:
(Yāqūt, Irshād al-Arīb (Muʿjam al Udabāʾ), éd. Margoliouth, 7 voll., Leyde, 1907-1931, vol. II, p. 791, in Marius Canard, op. cit., p. 95.)
(Ibn al-Shiḥna, pp. 191-192, in Marius Canard, op. cit., pp. 95-96.)
Un'altra testimonianza del rispetto che regnava fra le fazioni avverse è data dagli eventi riguardanti la morte di Costantino Foca, figlio del Gran Domestico, che era stato fatto prigioniero da Sayf al-Dawla nel 342 E., durante una campagna condotta dall'emiro contro Malaṭya (Melitene) e le zone circostanti. Ibn Shaddād informa infatti che lo stesso Costantino scrisse al padre per informarlo della squisita ospitalità di cui godeva presso Sayf al-Dawla, mentre gli stessi uomini al suo servizio, che lo assistettero amorevolmente durante la malattia, appaiono nella narrazione dello storico sinceramente dispiaciuti per la sua morte. 

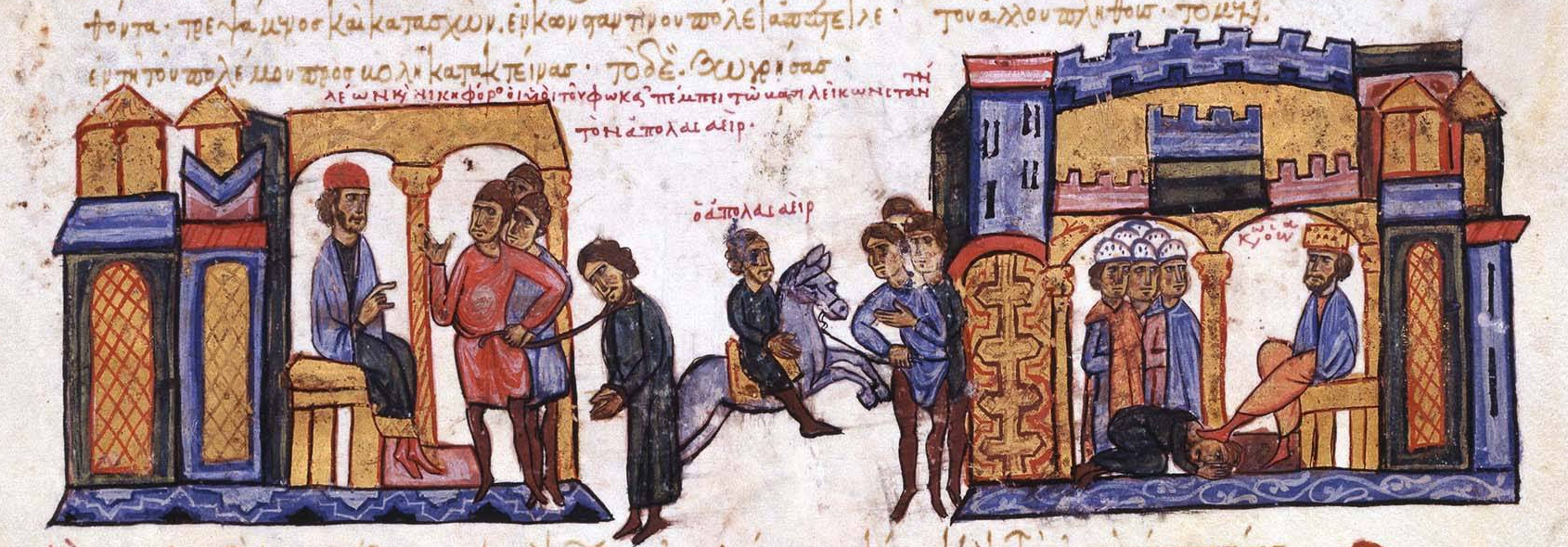
Leone Foca invia il prigioniero Abu'l-'Asa'ir a Costantinopoli, dove è ritualmente umiliato. Miniatura dal Scilitze di Madrid.

Il 956 fu forse l'anno delle ultime grandi vittorie per l'emiro hamdanide, come confermano le fonti e come riporta anche Kennedy. Già nel 957, infatti, il Domestikos bizantino conquistò senza colpo ferire l'importante fortezza di al-Ḥadath, evacuandone gli abitanti e diroccandone le mura. Uno dei ghilmān di Sayf al-Dawla fu quindi sconfitto dai Bizantini in una battaglia che si dice costasse ai musulmani 5 000 morti e oltre 3 000 prigionieri. L'Impero bizantino poneva così le basi per quell'avanzata che avrebbe segnato tristemente gli ultimi anni della vita dell'emiro, che subì nel 960 la sconfitta forse più grave della sua vita, per mano di Leone Foca, fratello del futuro imperatore Niceforo. Le perdite subite in questa sconfitta ridussero considerevolmente le capacità belliche dell'emiro, che non fu più in grado, da quel momento, di opporre una seria resistenza alle truppe bizantine.
È opportuno ricordare che, in questo momento di estrema gravità per una regione vitale della Dār al-Islām, a Sayf al-Dawla mancò del tutto l'appoggio degli Stati confinanti, nonostante la serietà del pericolo e le solidarietà “confessionali” che ci sarebbe potuto aspettare da parte degli sciiti Buyidi o dei Carmati. Nulla di tutto questo avvenne. L'emiro fu lasciato solo ad affrontare la schiacciante superiorità delle forze greche, con i velleitari appelli al jihād lanciati nelle moschee di Mayyāfārīqīn e lo sporadico arrivo di ghuzāt dal Khorasan, solitamente apportatori di disordine più che di aiuto. È questo il clima in cui maturò la presa di Aleppo, preceduta da eventi di minore importanza, come la conquista di ʿAyn Zarba (961), della fortezza di Dulūk (962) e di altre piazzeforti, mentre il hājib di Sayf al-Dawla combatteva con i ghuzāt di Tarso in terra bizantina.
La notizia che l'esercito bizantino marciava verso Aleppo giunse a Sayf al-Dawla nel Dhū l-Qaʿda del 351 (962). L'emiro, in un primo momento, armò l'esercito e scese in campo per affrontare il nemico ma, rendendosi conto della sproporzione di forze, preferì ritornare ad Aleppo, inviando lo schiavo Najā con alcune migliaia di uomini a compiere azioni di disturbo contro l'esercito nemico, che aveva deviato verso al-ʿAmaq, presso il lago di Antiochia. L'impazienza lo portò tuttavia a lasciare di nuovo la città, portando con sé casse di armi per la popolazione e arruolando quanti più sudditi possibili. Si trattava di una mossa disperata, che non diede frutti apprezzabili. Il combattimento ebbe luogo su diversi campi, ma i 30 000 cavalieri dell'esercito bizantino misero in rotta lo stesso Sayf al-Dawla, che trovò rifugio a Bālis. La fuga dell'emiro provocò l'immediato sbandamento del suo esercito, che fu ammassato dai vincitori alle porte della città, con l'uccisione di oltre trecento prigionieri, fra cui alcuni notabili hamdanidi.
Una volta di fronte alle mura, il ciambellano del Gran Domestico domandò che scendessero due sceicchi a trattare la resa e offrì loro la possibilità di lasciare la città. I due chiesero licenza di consultarsi con la popolazione, ma stavolta il ciambellano pretese che scendessero dieci uomini, i quali, a nome degli abitanti, accettarono di lasciare la città all'ingresso dei Rūm. I Bizantini dichiararono di temere possibili azioni di resistenza per le strade della città (una piccola guarnigione si era infatti arroccata nella cittadella) e, anche dopo essersi assicurati del contrario, la saccheggiarono (compreso il palazzo di Sayf al-Dawla) per sei giorni, mossi da acrimonia e voglia di bottino, fino a quando movimenti di truppe provenienti da Qinnasrīn non li convinsero a lasciare la città, nel timore che si trattasse di rinforzi musulmani.

### La morte di Sayf al-Dawla
Dhahabī racconta che lo stesso Califfo al-Muṭīʿ (946-974) pianse alla notizia del saccheggio, né la morte di Romano II (15 marzo 963) cambiò molto le cose per i musulmani, visto che il nuovo Domestikos, Giovanni Zimisce, esordì assediando Maṣṣīṣa, conquistata da Niceforo Focas, insieme a Tarso, nel 965.

Gli eserciti bizantini si preparavano ormai a marciare sulla Mesopotamia stessa nel 966, quando Sayf al-Dawla morì nel febbraio 967 (si dice di anuresi) in quella stessa Aleppo che aveva fatto ricostruire dopo il disastroso saccheggio bizantino. Ibn al-Azraq riporta tutti i dettagli delle pietose funzioni del lavacro del corpo, durante le quali non vennero lesinati profumi e piante aromatiche, prima che le spoglie dell'emiro venissero imbalsamate e sepolte.
Gli ultimi anni erano stati durissimi per l'emiro hamdanide, che aveva dovuto affrontare, oltre all'irresistibile avanzata bizantina, anche le ribellioni dell'ex-capo carmata Marwān al-ʿUqaylī e di altri sottoposti che, ridotti al silenzio durante gli anni d'oro, rialzavano ora la testa, scontenti della sua amministrazione.

La grandezza di Sayf al-Dawla non deve farci dimenticare le severe critiche che il famoso geografo Ibn Hawqal rivolse alla politica amministrativa della dinastia, accusata di aver depredato tanto la Mesopotamia quanto il nord della Siria e, in particolare, da quanto risulta nelle nostre fonti, le città di Naṣībīn, Bālis e Raqqa, di cui lo storico-geografo scrive:
(Ibn Ḥawqal, pp. 153-154, in Marius Canard, op. cit., pp. 218-219.)
Sembra quindi che gli storici, unanimi nel riconoscere il valore guerriero del principe hamdanide, spingano a dare un giudizio interlocutorio sulla sua attività amministrativa, anche se il problema del soldo delle truppe, specialmente in anni così tormentati, basterebbe forse da solo a spiegare certe asprezze fiscali. Fu anche mecenate, ospitando alla sua corte, oltre al cugino Abū Firās, il celeberrimo poeta al-Mutanabbī, che così scrisse:
(Francesco Gabrieli e Virginia Vacca, Le più belle pagine della letteratura araba, Milano, Sansoni Nuova Accademia Editrice, 1957, pp. 98-99.)